# Tweede Kamerverkiezingen in het kiesdistrict Eindhoven (1888-1918)

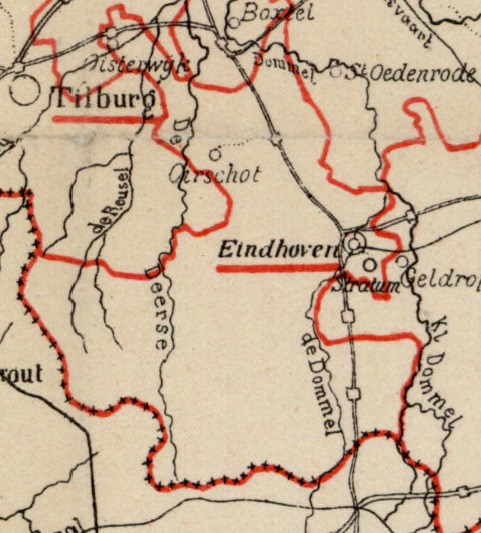
Kiesdistrict Eindhoven (1888)

Tweede Kamerverkiezingen in het kiesdistrict Eindhoven (1888-1918) geeft een overzicht van verkiezingen voor de Nederlandse Tweede Kamer in het kiesdistrict Eindhoven in de periode 1888-1918.
Het kiesdistrict Eindhoven was al ingesteld in 1848. De indeling van het kiesdistrict werd gewijzigd na de grondwetsherziening van 1887; tevens werd het kiesdistrict toen omgezet in een enkelvoudig district. Tot het kiesdistrict behoorden vanaf dat moment de volgende gemeenten: Bergeyk, Best, Bladel, Borkel en Schaft, Dommelen, Duizel, Eersel, Eindhoven, Gestel en Blaarthem, Hooge en Lage Mierde, Hoogeloon, Hapert en Casteren, Liempde,  Luyksgestel, Oerle, Oirschot, Reusel, Riethoven, Stratum, Strijp, Valkenswaard, Veldhoven, Vessem, Wintelre en Knegsel, Westerhoven, Woensel en Eckart en Zeelst.
Het kiesdistrict Eindhoven vaardigde in dit tijdvak per zittingsperiode één lid af naar de Tweede Kamer.
Legenda
- vet: gekozen als lid van de Tweede Kamer.

## 6 maart 1888
De verkiezingen werden gehouden na vervroegde ontbinding van de Tweede Kamer.
|                    | 6 maart |
| ------------------ | ------- |
| Kiesgerechtigden   | 3.014   |
| Opkomst            | 1.442   |
| Geldige stemmen    | 1.424   |
| Blanco stemmen     | 9       |
| Kandidaten         |         |
| A.J.H. van Baar    | 1.329   |
| D.H. van den Acker | 44      |

## 21 februari 1889
Antonius van Baar, gekozen bij de verkiezingen van 6 maart 1888, overleed op 26 januari 1889. Om in de ontstane vacature te voorzien werd een tussentijdse verkiezing gehouden. 
|                  | 21 februari |
| ---------------- | ----------- |
| Kiesgerechtigden | 3.014       |
| Opkomst          | 1.451       |
| Geldige stemmen  | 1.443       |
| Blanco stemmen   | 4           |
| Kandidaten       |             |
| W.P.A. Mutsaers  | 1.401       |

## 9 juni 1891
De verkiezingen werden gehouden na ontbinding van de Tweede Kamer.
|                     | 9 juni |
| ------------------- | ------ |
| Kiesgerechtigden    | 3.030  |
| Opkomst             | 1.375  |
| Geldige stemmen     | 1.364  |
| Blanco stemmen      | 5      |
| Kandidaten          |        |
| W.P.A. Mutsaers     | 1.187  |
| A.F. Vos de Wael    | 87     |
| H. Goeman Borgesius | 74     |

## 9 juli 1891
Willem Mutsaers was bij de verkiezingen van 9 juni 1891 gekozen in twee kiesdistricten, Eindhoven en Waalwijk. Hij opteerde voor Waalwijk, als gevolg waarvan in Eindhoven een naverkiezing gehouden werd.
|                       | 9 juli |
| --------------------- | ------ |
| Kiesgerechtigden      | 3.030  |
| Opkomst               | 1.632  |
| Geldige stemmen       | 1.623  |
| Blanco stemmen        | 7      |
| Kandidaten            |        |
| J.T.M. Smits van Oyen | 1.209  |
| D.H. van den Acker    | 191    |
| H.J.A.M. Schaepman    | 178    |
| L. Houben             | 31     |

## 10 april 1894
De verkiezingen werden gehouden na vervroegde ontbinding van de Tweede Kamer.
|                       | 10 april |
| --------------------- | -------- |
| Kiesgerechtigden      | 2.994    |
| Opkomst               | 1.088    |
| Geldige stemmen       | 1.081    |
| Blanco stemmen        | 7        |
| Kandidaten            |          |
| J.T.M. Smits van Oyen | 1.047    |

## 15 juni 1897
De verkiezingen werden gehouden na ontbinding van de Tweede Kamer.
|                       | 15 juni |
| --------------------- | ------- |
| Kiesgerechtigden      | 5.555   |
| Kandidaten            |         |
| J.T.M. Smits van Oyen |         |

Smits van Oyen was de enige kandidaat; hij werd zonder nadere stemming gekozen verklaard.

## 16 november 1898
Josephus Smits van Oyen, gekozen bij de verkiezingen van 15 juni 1897, overleed op 12 oktober 1898. Om in de ontstane vacature te voorzien werd een tussentijdse verkiezing gehouden.
|                       | 16 november |
| --------------------- | ----------- |
| Kiesgerechtigden      | 5.728       |
| Opkomst               | 2.928       |
| Geldige stemmen       | 2.874       |
| Blanco stemmen        | 54          |
| Kandidaten            |             |
| V.A.M. van den Heuvel | 1.725       |
| D.H.van den Acker     | 1.149       |

## 14 juni 1901
De verkiezingen werden gehouden na ontbinding van de Tweede Kamer.
|                       | 14 juni |
| --------------------- | ------- |
| Kiesgerechtigden      | 6.156   |
| Opkomst               | 3.652   |
| Geldige stemmen       | 3.596   |
| Blanco stemmen        | 56      |
| Kandidaten            |         |
| V.A.M. van den Heuvel | 2.388   |
| A.F.C.M. Raupp        | 1.208   |

## 16 juni 1905
De verkiezingen werden gehouden na ontbinding van de Tweede Kamer.
|                       | 16 juni |
| --------------------- | ------- |
| Kiesgerechtigden      | 6.814   |
| Opkomst               | 4.934   |
| Geldige stemmen       | 4.865   |
| Blanco stemmen        | 69      |
| Kandidaten            |         |
| V.A.M. van den Heuvel | 4.425   |
| J.A.H. van den Brink  | 440     |

## 11 juni 1909
De verkiezingen werden gehouden na ontbinding van de Tweede Kamer.
|                       | 11 juni |
| --------------------- | ------- |
| Kiesgerechtigden      | 7.548   |
| Opkomst               | 5.325   |
| Geldige stemmen       | 5.270   |
| Blanco stemmen        | 55      |
| Kandidaten            |         |
| V.A.M. van den Heuvel | 4.759   |
| J. Jansen             | 511     |

## 20 oktober 1910
Vincent van den Heuvel, gekozen bij de verkiezingen van 11 juni 1909, trad op 20 september 1910 af vanwege zijn benoeming als lid van Gedeputeerde Staten van Noord-Brabant. Om in de ontstane vacature te voorzien werd een tussentijdse verkiezing gehouden.
|                  | 20 oktober |
| ---------------- | ---------- |
| Kiesgerechtigden | 7.808      |
| Opkomst          | 5.353      |
| Geldige stemmen  | 5.307      |
| Blanco stemmen   | 46         |
| Kandidaten       |            |
| J. van Best      | 4.860      |
| H. Spiekman      | 447        |

## 17 juni 1913
De verkiezingen werden gehouden na ontbinding van de Tweede Kamer.
|                  | 17 juni |
| ---------------- | ------- |
| Kiesgerechtigden | 8.816   |
| Opkomst          | 6.513   |
| Geldige stemmen  | 6.392   |
| Blanco stemmen   | 121     |
| Kandidaten       |         |
| J. van Best      | 5.751   |
| H. Spiekman      | 641     |

## 15 juni 1917
De verkiezingen werden gehouden na ontbinding van de Tweede Kamer.
|                  | 15 juni |
| ---------------- | ------- |
| Kiesgerechtigden | 10.059  |
| Kandidaten       |         |
| J. van Best      |         |

De zeven in de vorige Tweede Kamer vertegenwoordigde partijen hadden afgesproken in elkaars kiesdistricten geen tegenkandidaten te stellen. Van Best was derhalve de enige kandidaat; hij werd zonder nadere stemming gekozen verklaard.

## Opheffing
De verkiezing van 1917 was de laatste verkiezing voor het kiesdistrict Eindhoven. In 1918 werd voor verkiezingen voor de Tweede Kamer overgegaan op een systeem van evenredige vertegenwoordiging met kandidatenlijsten van politieke partijen.